# Othmar Schneider
Othmar Schneider (n. 27 august 1928, Lech⁠(d), Vorarlberg, Austria – d. 25 decembrie 2012, Götzis, Vorarlberg, Austria) a fost un schior alpin ce a reprezentat Austria, medaliat olimpic. A participat la 2 ediții ale Jocurilor Olimpice (1952, 1956) în care a câștigat o medalie de aur și o medalie de argint.